# فايلهيبو
فایل‌هيبو (بالإنجليزية: FileHippo)‏ هو موقع إلكتروني من أجل تحميل برامج تجريبية أو برامج مجانية أو البرامج ذات المصدر المفتوح، وهو لا يقبل البرامج التي يتم رفعها من قبل المستخدمين.
وفقاً لموقع Quantcast فإن موقع فایلهيبو يزوره ثلاثة ملايين زائر من الولايات المتحدة، وموقع أليكسا يصنفه ضمن أول 1000  موقع إنترنت الأكثر زيارة على مستوى العالم.